# Сайнс-Гілл (Кентуккі)
Сайнс-Гілл (англ. Science Hill) — місто (англ. city) в США, в окрузі Пуласкі штату Кентуккі. Населення — 657 осіб (2020).

## Географія
Сайнс-Гілл розташований за координатами 37°10′33″ пн. ш. 84°38′5″ зх. д. / 37.17583° пн. ш. 84.63472° зх. д. (37.175839, -84.634586).  За даними Бюро перепису населення США в 2010 році місто мало площу 1,61 км², з яких 1,61 км² — суходіл та 0,00 км² — водойми. В 2017 році площа становила 1,98 км², з яких 1,98 км² — суходіл та 0,00 км² — водойми.

## Демографія
Згідно з переписом 2010 року, у місті мешкали 693 особи в 280 домогосподарствах у складі 198 родин. Густота населення становила 431 особа/км².  Було 309 помешкань (192/км²).
Расовий склад населення:
| - 97,0 % — білих - 1,2 % — чорних або афроамериканців |

До двох чи більше рас належало 1,0 %. Частка іспаномовних становила 1,4 % від усіх жителів.
За віковим діапазоном населення розподілялося таким чином: 25,3 % — особи молодші 18 років, 59,8 % — особи у віці 18—64 років, 14,9 % — особи у віці 65 років та старші. Медіана віку мешканця становила 36,6 року. На 100 осіб жіночої статі у місті припадало 92,5 чоловіків;  на 100 жінок у віці від 18 років та старших — 93,3 чоловіків також старших 18 років.
Середній дохід на одне домашнє господарство  становив 39 404 долари США (медіана — 32 778), а середній дохід на одну сім'ю — 43 201 долар (медіана — 34 444). Медіана доходів становила 40 735 доларів для чоловіків та 24 250 доларів для жінок. За межею бідності перебувало 42,4 % осіб, у тому числі 54,9 % дітей у віці до 18 років та 29,3 % осіб у віці 65 років та старших.
Цивільне працевлаштоване населення становило 220 осіб. Основні галузі зайнятості: освіта, охорона здоров'я та соціальна допомога — 26,8 %, виробництво — 18,2 %, роздрібна торгівля — 15,0 %.